# INS Sindhuraj
L'INS Sindhuraj (pennant number : S57) est un sous-marin diesel-électrique de classe Sindhughosh de la marine indienne,.

## Conception
L’INS Sindhuraj fait partie des 20 sous-marins d’attaque diesel-électriques de la marine indienne, et des 10 sous-marins de classe Kilo de 2300 tonnes. Un de ces navires (INS Sindhudhvaj), a déjà été retiré du service. Un autre (INS Sindhurakshak) a été perdu dans un accident. Un troisième (INS Sindhuvir) a été transféré à la marine birmane, si bien que la flotte de classe Kilo est réduite à seulement sept unités. Plusieurs de ces navires ont achevé (ou sont en voie de terminer) leur programme de modernisation et de remise en état majeure (en anglais : Major Refit and Life Certification - MRLC) qui prolongera leur durée de vie et leur donnera 10 années de service supplémentaires, ce qui signifie qu’ils seront mis hors service d’ici 2030-2032. Il s’agit des INS Sindhughosh (navire de tête de la classe, lancé en 1986), INS Sindhuraj (3e navire, lancé en 1987), INS Sindhuratna (5e navire, lancé en 1989) et INS Sindhukesari (6e navire, lancé en 1989).

## Engagements
L’INS Sindhuraj a été construit au chantier naval Krasnoïé Sormovo. Il a été mis en service le 20 octobre 1987,.
En août-septembre 2017, il est le deuxième sous-marin de classe Sindhughosh renvoyé en Russie pour réaménagement à mi-vie et une prolongation de vie. L’INS Sindhuraj a été transporté depuis l’Inde jusqu’en Russie à bord du navire transporteur de colis lourds Rolldock Storm, exploité par la compagnie maritime néerlandaise Rolldock. Le voyage du sous-marin a commencé le 4 août 2017. Après avoir contourné la pointe sud de l’Afrique, le Rolldock Storm a achevé son voyage en atteignant le port de Severodvinsk le 14 septembre. La révision était prévue pour durer deux ans. Au cours de celle-ci, le sous-marin a été équipé du missile de croisière d’attaque terrestre russe Kalibr 3M-54, en plus d’autres réparations. Ces travaux sont effectués au chantier naval Zviozdotchka à Severodvinsk, qui fait partie de United Shipbuilding Corporation. Il y succède à l’INS Sindhukesari, également de classe Sindhughosh, qui, après réparations et remise à niveau, est ressorti de l’atelier le 31 mai 2018 et a été remis à flot pour être équipé au cours des jours suivants. Après ce carénage de 27 mois au chantier naval de Zviozdotchka, l’INS Sindhukesari est retourné en Inde en 2020. L’INS Sindhuraj a également achevé en 2020 son carénage au chantier naval russe Sevmash et est de nouveau en service.
L’INS Sindhuraj a participé à l’exercice multinational Malabar 2020. Malabar est un exercice dirigé par l’Inde et conçu pour renforcer la coopération entre la marine indienne, la Royal Australian Navy, la Force maritime d'autodéfense japonaise et la marine américaine. Les marines australienne, indienne, japonaise et américaine opèrent régulièrement ensemble dans la zone Indo-Pacifique, favorisant ainsi une approche coopérative vers la sécurité et la stabilité régionales. Les États-Unis étaient représentés par le destroyer lanceur de missiles guidés USS John S. McCain (DDG-56), de classe Arleigh Burke,,, le Japon par le destroyer JDS Ōnami et l’Australie par la frégate à long rayon d'action HMAS Ballarat. Du côté indien, les navires de guerre participants comprenaient, outre l’INS Sindhuraj, le destroyer INS Ranvijay, la frégate furtive INS Shivalik, le patrouilleur offshore INS Sukanya et le navire de soutien de la flotte INS Shakti, ainsi que des avions de patrouille maritime à long rayon d’action Boeing P-8I Poseidon. En raison de la pandémie de Covid-19, l’exercice Malabar 2020 a été mené uniquement en mer, sans contact entre les équipages.

## Commandants
L’INS Sindhuraj a été commandé par le Commodore Arun Kumar, un officier qui a joué un rôle important dans le développement de la branche sous-marine en tant que directeur principal de l’acquisition de sous-marins, et qui a dirigé le plan de construction de sous-marins sur 30 ans au quartier général de la marine lors de sa dernière affectation. Le Commodore Arun Kumar a également commandé un autre navire de classe Kilo, l’INS Sindhughosh, et le destroyer lance-missiles INS Rajput